# Sleeping Dogs (film)
Sleeping Dogs is een Amerikaanse film uit 2024, geregisseerd en mede geschreven door Adam Cooper in zijn regiedebuut, met in de hoofdrollen Russell Crowe en Karen Gillan. De film is gebaseerd op de misdaadroman The Book of Mirrors van E.O. Chirovici uit 2017.

## Verhaal
Roy Freeman (Russell Crowe) is een gepensioneerde rechercheur Moordzaken die wordt behandeld voor de ziekte van Alzheimer. Wanneer er nieuwe informatie komt van een mysterieuze vrouw (Karen Gillan) wordt hij gedwongen een oude zaak over de moord op een universiteitsprofessor te heropenen.

## Rolverdeling
| Acteur              | Personage         |
| ------------------- | ----------------- |
| Russell Crowe       | Roy Freeman       |
| Karen Gillan        | Laura Baines      |
| Marton Csokas       | Dr. Joseph Wieder |
| Tommy Flanagan      | Jimmy Remis       |
| Harry Greenwood     | Richard Finn      |
| Thomas M. Wright    | Wayne Devereaux   |
| Elizabeth Blackmore | Dana Finn         |
| Lynn Gilmartin      | Diane Lynch       |
| Pacharo Mzembe      | Isaac Samuel      |
| Paula Arundell      | Susan Avery       |

## Productie
De film is een bewerking van E.O. Chirovici's roman The Book of Mirrors door Adam Cooper en Bill Collage, met Cooper als regisseur. Mark Fasano van Nickel City Pictures produceerde samen met Cooper, Collage en Pouya Shabazian, met Matthew Goldberg, Cliff Roberts en Arianne Fraser van Highland Film Group als uitvoerende producenten. In augustus 2022 werd Russel Crowe aangekondigd in de hoofdrol.
In februari 2023 werden Karen Gillan, Marton Csokas, Harry Greenwood en Thomas M. Wright aan de cast toegevoegd. De filmopnames begonnen in februari 2023 in Victoria (Australië). De productie werd afgerond in mei.

## Release
In Nederland ging Sleeping Dogs in première op 21 maart 2024. In de Amerikaanse bioscopen verscheen de film op 22 maart 2024.